# مارينيت
مارينيت (ويسكونسن) (بالإنجليزية: Marinette, Wisconsin)‏ هي بلدة، مقر المقاطعة و third-class city تقع في الولايات المتحدة في مقاطعة مارينيت (ويسكونسن). يقدر عدد سكانها بـ 10,968 نسمة ومساحتها 21.06 كم2 وترتفع عن سطح البحر 181 متر.

## التركيبة السكانية
قام مكتب تعداد الولايات المتحدة بتحديد بيانات التركيبة السكانية لمارينيتفي تعداد الولايات المتحدة. في ما يلي، التركيبة السكانية حسب تعدادي 2000 و2010.

### تعداد عام 2000
بلغ عدد سكان مارينيت 11,749 نسمة بحسب تعداد عام 2000، وبلغ عدد الأسر 5,095 أسرة وعدد العائلات 2,975 عائلة مقيمة في المدينة.
وتوزع التركيب العرقي للمدينة بنسبة 97.43% من البيض و 0.65% من الأمريكيين الأصليين و 0.35% من الأمريكيين ذوي الأصول الآسيوية و 0.01% من سكان جزر المحيط الهادئ و 0.37% من الأمريكيين الأفارقة و 0.29% من الأعراق الأخرى و 0.90% من عرقين مختلطين أو أكثر. فيما شكل الهسبانيون أو اللاتينيون من أي عرق نسبة 1.05% من السكان.
بلغ عدد الأسر 5,095 أسرة كانت نسبة 28.7% منها لديها أطفال تحت سن الثامنة عشر تعيش معهم، وبلغت نسبة الأزواج القاطنين مع بعضهم البعض 44.4% من أصل المجموع الكلي للأسر، ونسبة 10.4% من الأسر كان لديها معيلات من الإناث دون وجود شريك، وكانت نسبة 41.6% من غير العائلات. تألفت نسبة 36.6% من أصل جميع الأسر من أفراد ونسبة 17.4% كانوا يعيش معهم شخص وحيد يبلغ من العمر 65 عاماً فما فوق. وبلغ متوسط حجم الأسرة المعيشية 2.94، أما متوسط حجم العائلات فبلغ 2.24.
بلغ العمر الوسطي للسكان 39 عاماً. وكانت نسبة 23.7% من القاطنين تحت سن الثامنة عشر، وكانت نسبة 8.7% بين الثامنة عشر والأربعة وعشرون عاماً، ونسبة 27.1% كانت واقعةً في الفئة العمرية ما بين الخامسة والعشرون حتى والأربعة وأربعون عاماً، ونسبة 21.9% كانت ما بين الخامسة والأربعون حتى الرابعة والستون، ونسبة 18.7% كانت ضمن فئة الخامسة والستون عاماً فما فوق.
بلغ متوسط دخل الأسرة في المدينة 31,743 دولار، أما متوسط دخل العائلة فبلغ 41,996 دولار. وكان متوسط دخل الذكور 32,161 دولار مقابل 21,750 دولار للإناث. وسجل دخل الفرد الخاص بالمدينة 17,852 دولار.

### تعداد عام 2010
بلغ عدد سكان مارينيت 10,968 نسمة بحسب تعداد عام 2010، وبلغ عدد الأسر 4,934 أسرة وعدد العائلات 2,801 عائلة مقيمة في المدينة. في حين سجلت الكثافة السكانية 1,605.9 نسمة لكل ميل مربع (620.0/كم2). وبلغ عدد الوحدات السكنية 5,464 وحدة بمتوسط كثافة قدره 800.0 لكل ميل مربع (308.9/كم2).
وتوزع التركيب العرقي للمدينة بنسبة 96.9% من البيض و 0.6% من الأمريكيين الأصليين و 0.5% من الأمريكيين ذوي الأصول الآسيوية و 0.3% من الأمريكيين الأفارقة و 1.2% من عرقين مختلطين أو أكثر.
بلغ عدد الأسر 4,934 أسرة كانت نسبة 27.9% منها لديها أطفال تحت سن الثامنة عشر تعيش معهم، وبلغت نسبة الأزواج القاطنين مع بعضهم البعض 37.4% من أصل المجموع الكلي للأسر، ونسبة 13.2% من الأسر كان لديها معيلات من الإناث دون وجود شريك، بينما كانت نسبة 6.3% من الأسر لديها معيلون من الذكور دون وجود شريكة وكانت نسبة 43.2% من غير العائلات. تألفت نسبة 37.3% من أصل جميع الأسر من أفراد ونسبة 17.2% كانوا يعيش معهم شخص وحيد يبلغ من العمر 65 عاماً فما فوق. وبلغ متوسط حجم الأسرة المعيشية 2.81، أما متوسط حجم العائلات فبلغ 2.17.
بلغ العمر الوسطي للسكان 41 عاماً. وكانت نسبة 22.3% من القاطنين تحت سن الثامنة عشر، وكانت نسبة 8.5% بين الثامنة عشر والأربعة وعشرون عاماً، ونسبة 24.1% كانت واقعةً في الفئة العمرية ما بين الخامسة والعشرون حتى والأربعة وأربعون عاماً، ونسبة 27.1% كانت ما بين الخامسة والأربعون حتى الرابعة والستون، ونسبة 17.9% كانت ضمن فئة الخامسة والستون عاماً فما فوق. وتوزع التركيب الجنسي للسكان بنسبة 47.7% ذكور و52.3% إناث.